# Wagenrennen

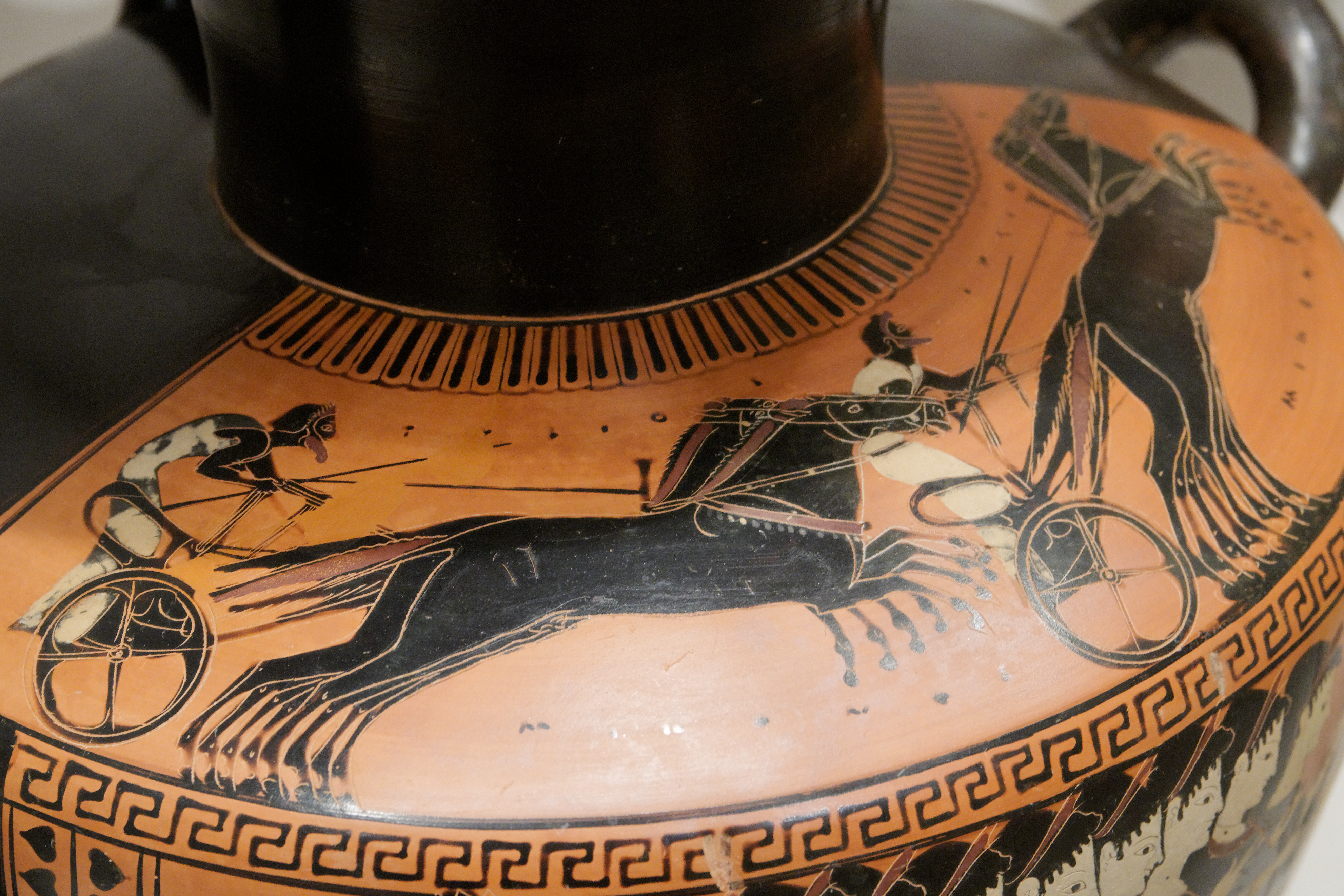
Griechisches Wagenrennen

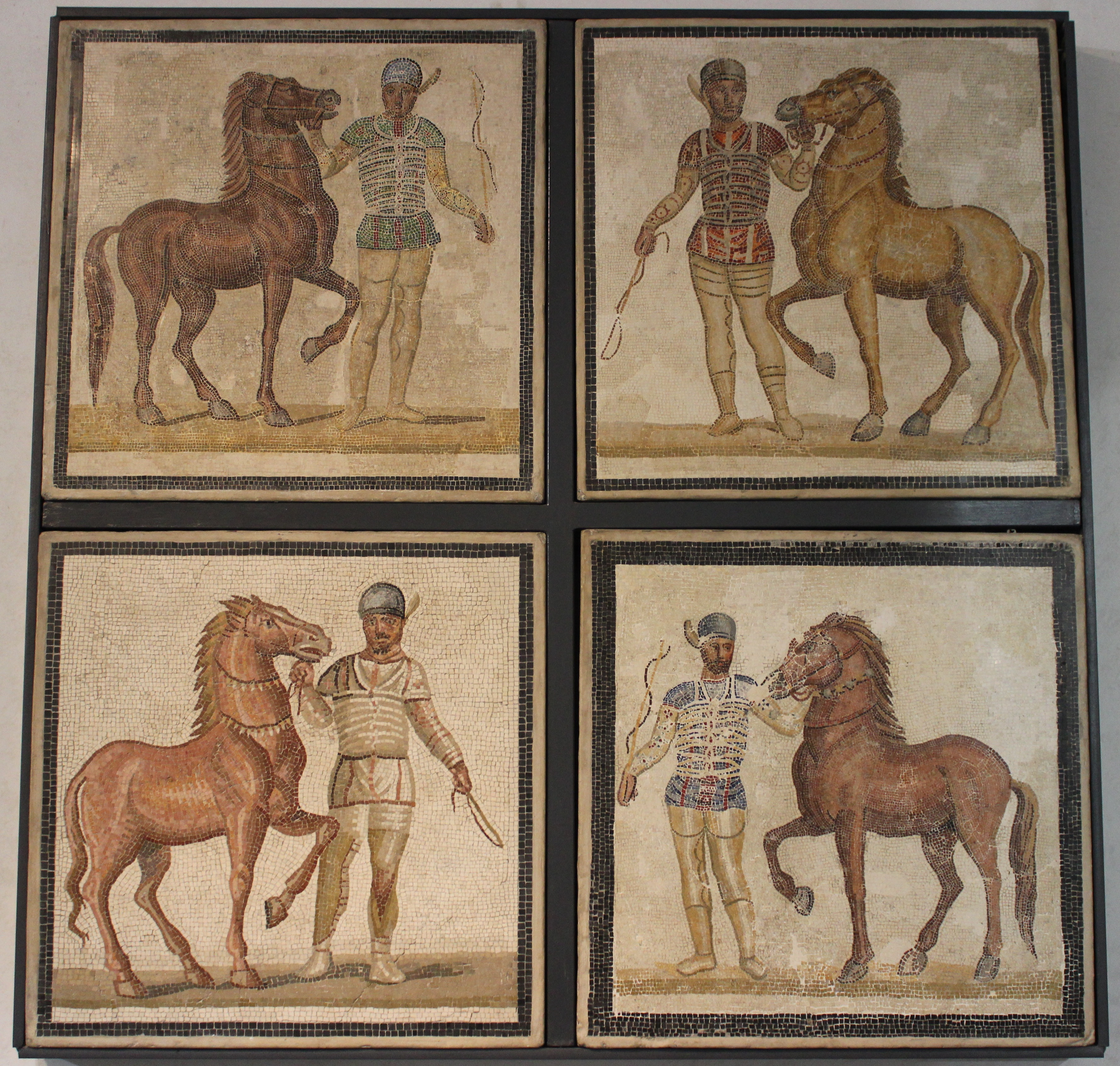
Von links oben nach rechts unten die römischen Parteien: Die „Grünen“, „Roten“, „Weißen“ und „Blauen“

Wagenrennen waren im antiken Griechenland und Rom eine beliebte Sportart.
Wagenrennen wurden mit Streitwagen durchgeführt, die üblicherweise mit zwei (griechisch: Synoris συνωρίς, römisch: Biga) oder vier (griechisch: Tethrippon τέθριππον, römisch Quadriga) Pferden bespannt wurden. Teilweise wurden für die Wagenrennen eigene Sportanlagen errichtet, die lateinisch als Circus bezeichnet werden.

## Antikes Griechenland
Pferdesportwettbewerbe, Hippische Agone, gab es bei verschiedenen athletischen Spielen im antiken Griechenland (siehe beispielsweise Panhellenische Spiele).
Die erste literarische Erwähnung eines Wagenrennens in Griechenland findet sich in der Ilias (8. oder 7. Jahrhundert v. Chr.). Achilles veranstaltete zu Ehren seines im Kampf gefallenen Freundes Patroklos ein solches.
Bei den Olympischen Spielen der Antike wurde 680 v. Chr. das erste Wagenrennen mit Viergespannen über ungefähr 13 km ausgetragen. Im Laufe der Zeit kamen weitere Wagenrennen-Disziplinen über kürzere Distanzen, mit Zweigespannen und das Rennreiten hinzu. Im Gegensatz zu den anderen altgriechischen Sportlern waren die Wagenlenker nicht nackt – Sie trugen eine Berufskleidung, die für die Rennen sicher gestaltet war. Mächtige Persönlichkeiten der griechischen Welt – wie Philipp II. von Makedonien – ließen bei den Olympischen Spielen eigene Wagengespanne antreten. Der Aristokrat Kimon, der selber antrat, wurde vermutlich wegen seiner Erfolge als Wagenlenker umgebracht.

## Antikes Rom
Den Brauch des Wagenrennens haben die Römer wohl von den Etruskern übernommen, die sie möglicherweise wiederum von den Griechen hatten. Im Gegensatz zu den Griechen hielten die römischen Wagenlenker (agitatores) die Leinen allerdings nicht in der Hand, sondern schlangen sie sich um den Arm. Dadurch hatten sie zwar einen besseren Halt, liefen aber auch Gefahr, mitgeschleift zu werden, sollte es zu einem Zusammenstoß kommen, was offenbar nicht selten geschah. Daher hatten sie ein Messer bei sich, um die Zügel notfalls abschneiden zu können. Neben den häufigen unbeabsichtigten Zusammenstößen und aus der Kurve getragenen Wagen schlugen Wagenlenker auch aufeinander ein, sie lebten also recht gefährlich. Die normalerweise sieben Runden wurde unter anderem mit Delfinen gezählt, da der Gott des Meeres, Neptun, auch als Schöpfer der Pferde galt.

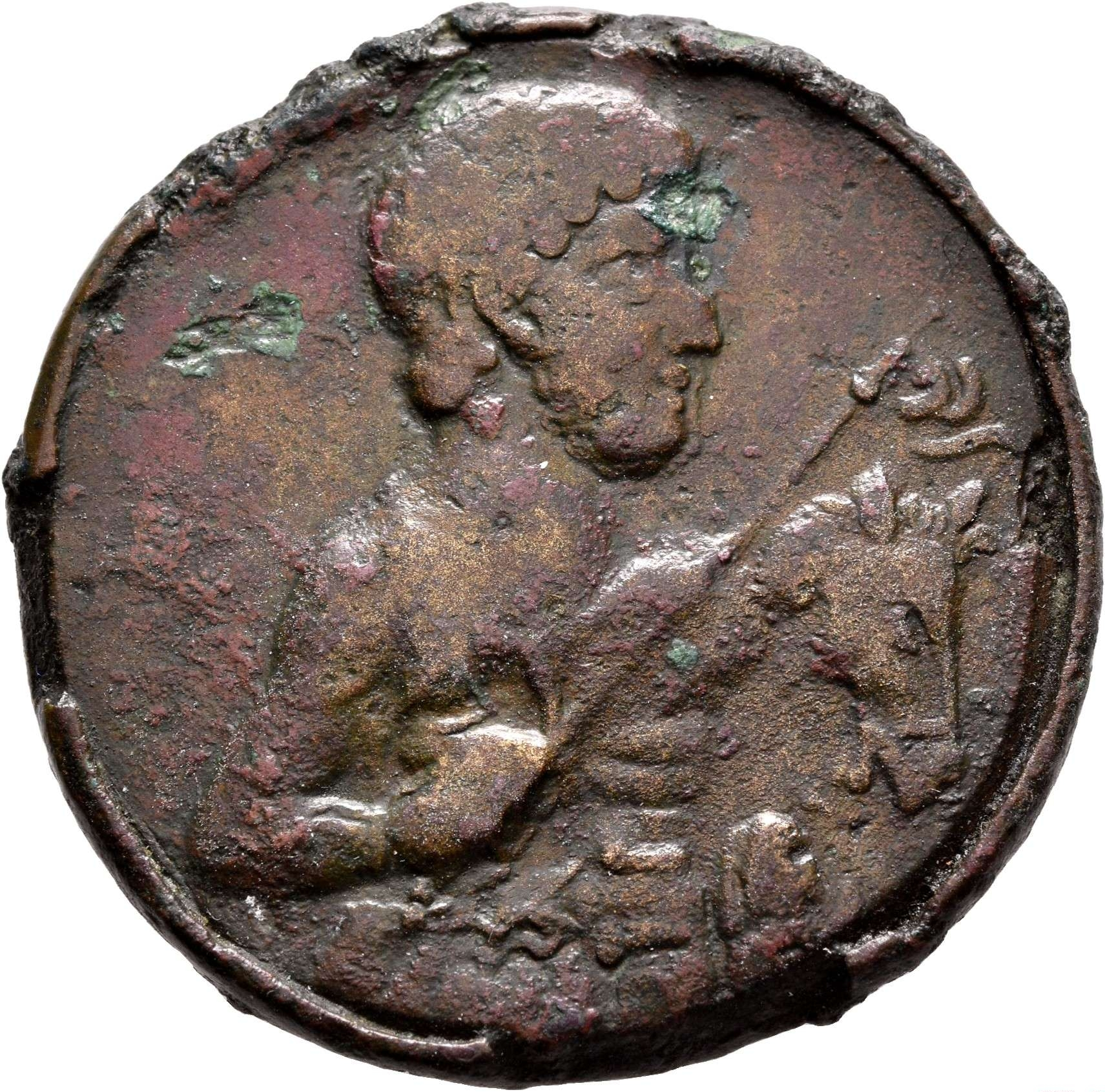
Münze mit einem Wagenlenker um 355–423 n. Chr.

In Rom wurde für die Wagenrennen der Circus Maximus, in Konstantinopel das Hippodrom erbaut. Auch in einigen weiteren Orten des antiken Mittelmeerraums gab es entsprechende Anlagen (siehe Circus (Antike)#Circusbauten im römischen Reich).
Die Wagenrennen waren im Prinzipat und in der Spätantike auch politisch von großer Bedeutung. Die Anhänger verschiedener Mannschaften waren in Zirkusparteien geteilt. Wahrscheinlich erst die „Grünen“ und die „Blauen“, später die „Weißen“ und „Roten“, die sich bisweilen bürgerkriegsähnliche Kämpfe lieferten. Unter Domitian gab es sogar sechs Parteien, Gold und Purpur kamen hinzu. Der römische Kaiser unterstützte häufig eine Partei.
Die Farben der damalig vier Zirkusparteien (weiß, rot, blau und grün) entsprechen nicht ganz den Farben der vier apokalyptischen Reiter in der Offenbarung des Johannes (weiß, rot, schwarz und grün). Da die apokalyptischen Reiter als Boten des Jüngsten Gerichts fungieren, also Unheil mit sich bringen, wird dies als Kritik an den Wagenrennen und dem römischen Staatskult insgesamt gewertet.

## Heutige Rezeption

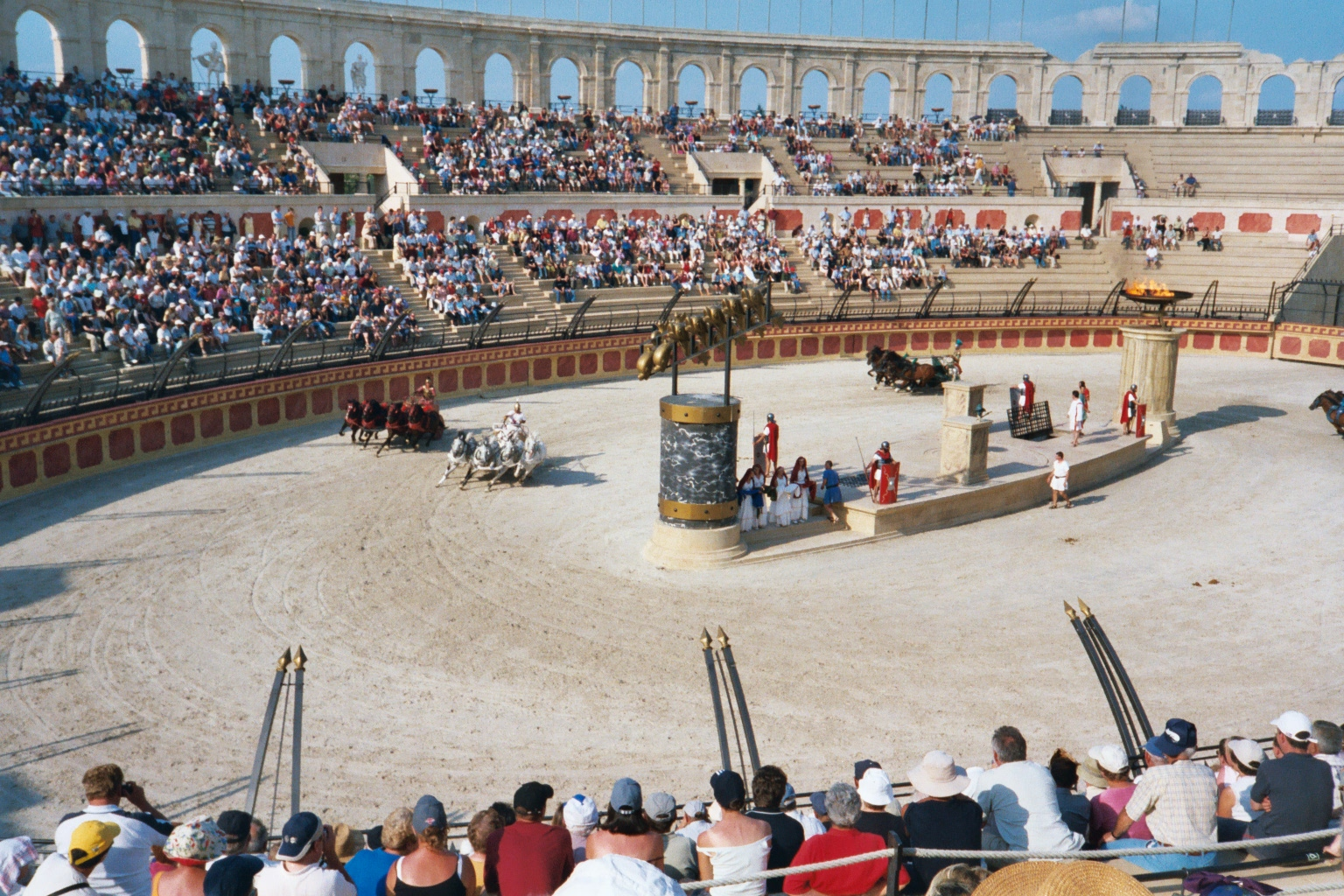
Nachgestelltes Wagenrennen in einem Themenpark

Römische Wagenrennen sind in der Filmgeschichte häufig gezeigt worden, besonders berühmt ist die Darstellung in dem Monumentalfilm Ben Hur (1959). Elemente des Wagenrennens sind in stark abgewandelter Form in modernen Pferdesportarten wie dem Fahrsport oder dem Trabrennsport wiederzufinden. In dem Band Asterix in Italien wird ein Wagenrennen mit klassischen römischen Quadrigen in Form einer modernen Nationen-Rallye mit mehreren Überland-Etappen veranstaltet.